# Léon Bonvin

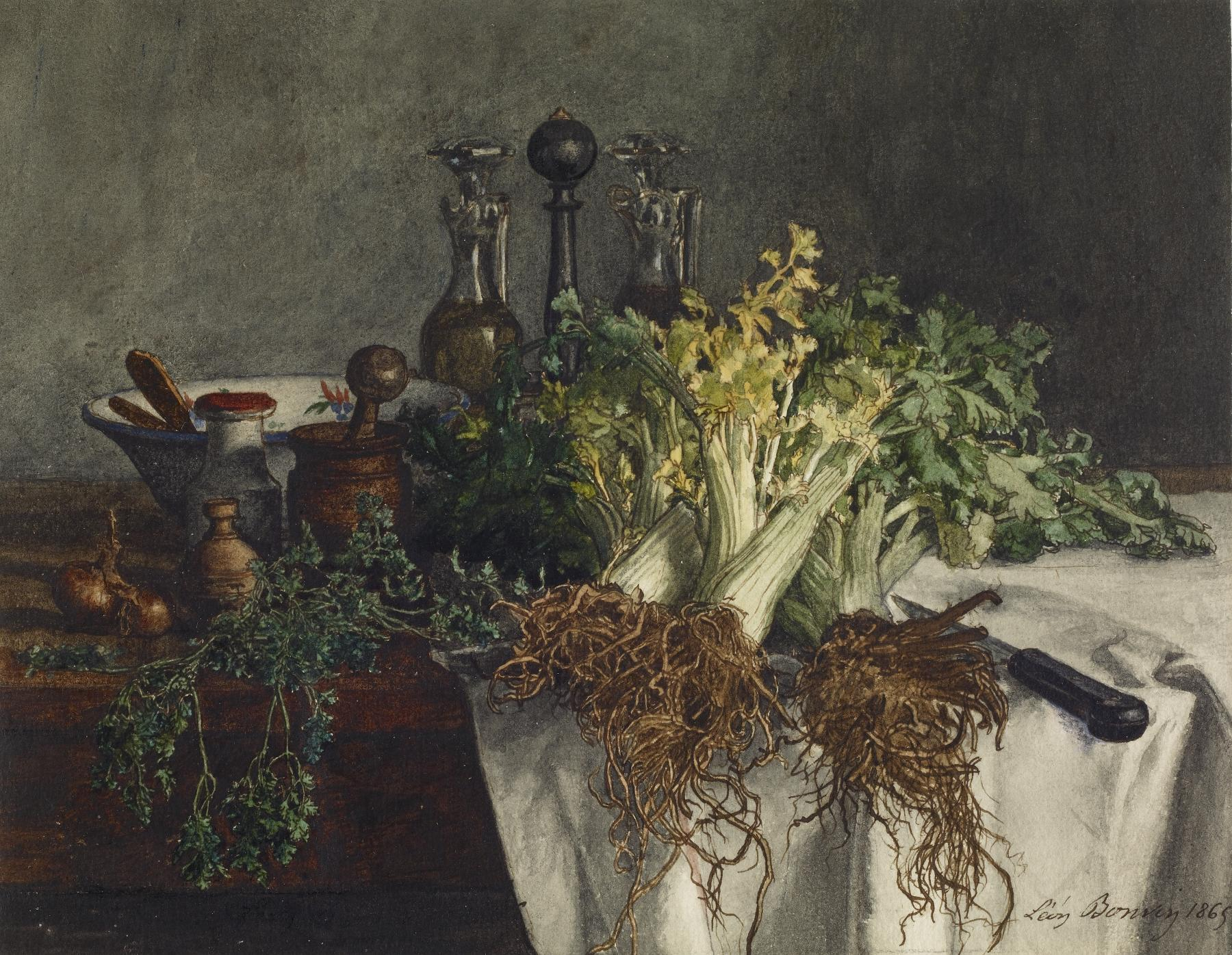
Léon Bonvin - Natureza morta na mesa da cozinha com aipo, salsa, tigela e galheteiros - Walters 371504, aquarela e pincel com tinta de grafite, tinta para galão de caneta e ferro e verniz de goma em papel de textura creme com textura moderada e espessura grossa.

Charles Léon Bonvin (Vaugirard, 28 de fevereiro de 1834 - Meudon, 30 de janeiro de 1866) foi um  aquarela francês conhecido por pintura de gênero, realista  e natureza-morta e delicadas e melancólicas paisagens.

## Biografia
Bonvin nasceu em Vaugirard (na época um município nos arredores de Paris, hoje parte da cidade) em circunstâncias humildes. Ele era filho de um policial e da costureira que possuía uma pobre guingueta. Ele tinha numerosos irmãos e morava em uma planície árida; o dinheiro da casa era escasso.
Quando garoto, ele começou a fazer pequenos esboços de carvão e gradualmente a tinta. Seu irmão mais velho, François Bonvin, encorajou-o a continuar e forneceu-lhe tintas e conselhos para estudar cuidadosamente os velhos mestres da Era de Ouro holandesa.
Ele provavelmente participou de algumas das aulas gratuitas oferecidas pela École royale gratuite de dessin, criada por Bachelier mas era principalmente autodidata. Ele também aprendeu a tocar música em um harmônio.
Em 1861, Bonvin se casou, logo teve filhos e trabalhou como estalajadeiro. O jovem casal lutou; a estalagem perdeu dinheiro. No entanto, pintando no silêncio da manhã, ao entardecer ou à noite, Bonvin foi capaz de criar numerosas pinturas de gênero, ecoando a maneira de Jean Siméon Chardin, meticulosa natureza morta estudada com a precisão de um botânico e paisagens sutis, capturando efeitos atmosféricos e solidão fugazes. Aquelas eram principalmente aquarelas frágeis por razões de preço, sendo as tintas a óleo mais caras.

Ele abordou galeristas nas ruas Laffitte e Rue du Bac, mas fez poucas vendas de suas aquarelas. Em janeiro de 1866, Bonvin viajou para Paris novamente para oferecer suas aquarelas a um revendedor, que as rejeitou por serem muito escuras. Desesperado, ele se enforcou no dia seguinte na floresta, em 30 de janeiro de 1866, e foi descoberto alguns dias depois; ele tinha 32 anos de idade. 

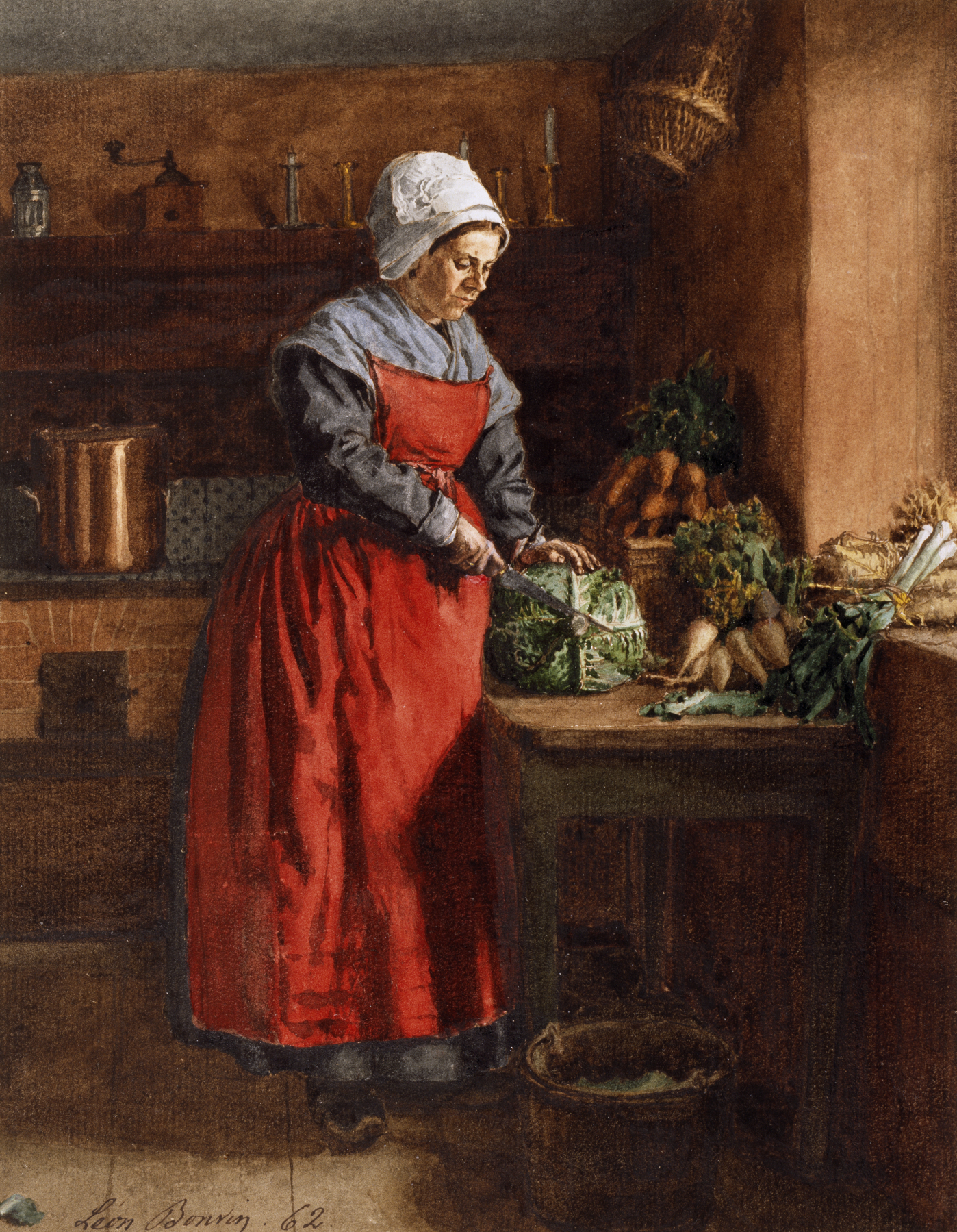
Léon Bonvin - Cozinheiro com Avental Vermelho - Walters 371505
Léon Bonvin - Natureza morta - Cesta de uvas, nozes e faca - Walters 371529
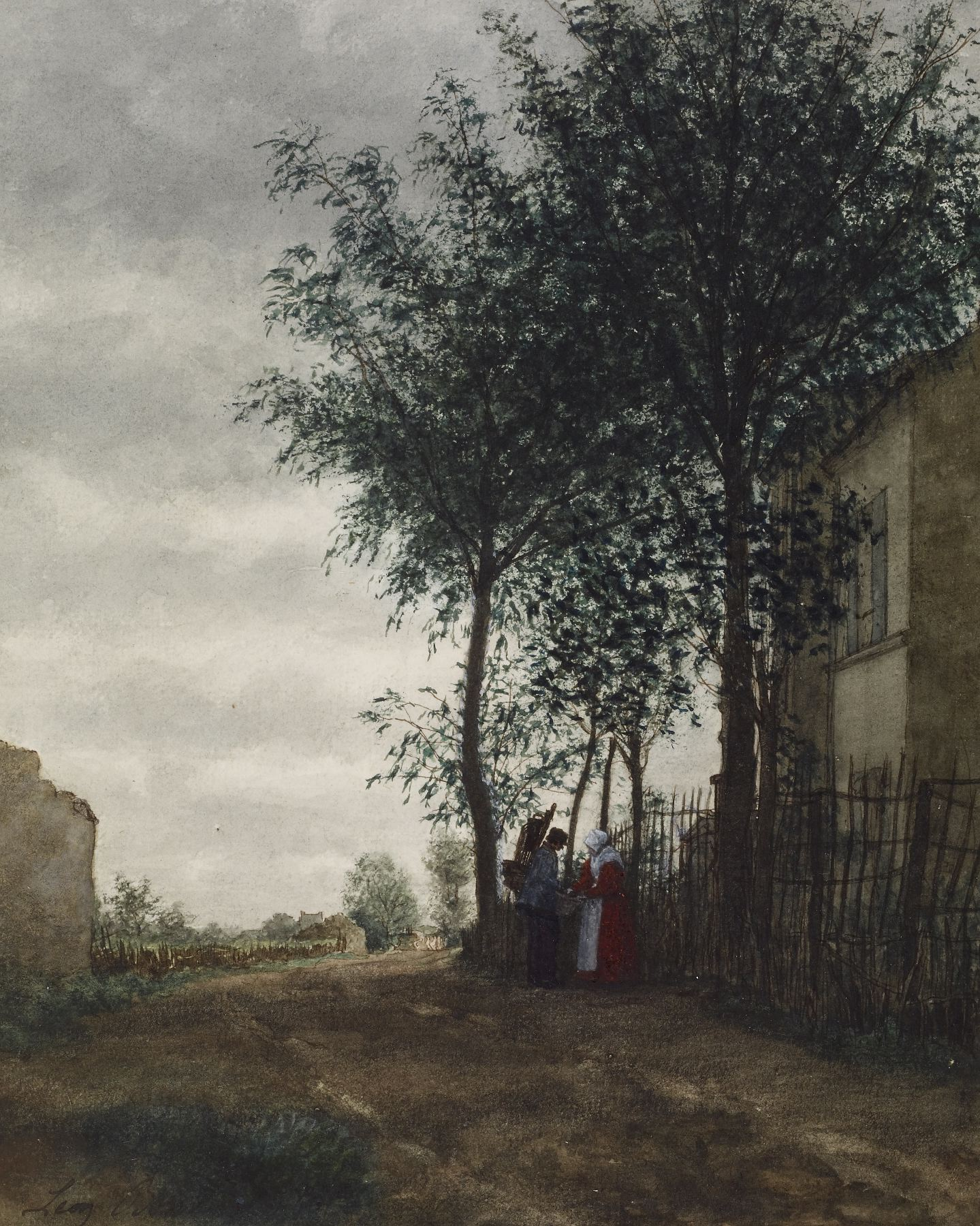
Léon Bonvin - O Country Inn - Walters 371671
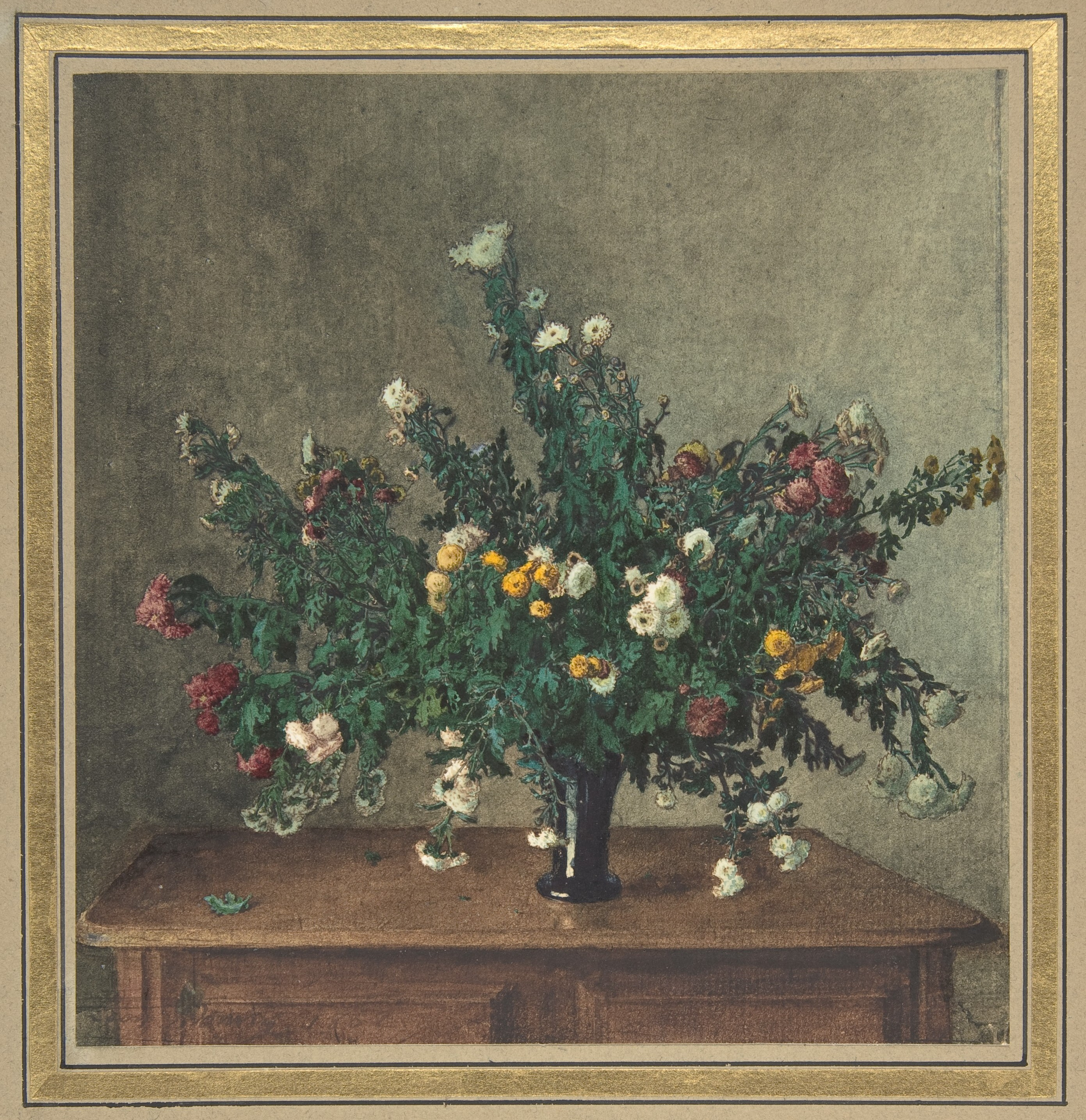
Léon Bonvin - Buquê de pequenos crisântemos - Museu Metropolitano de Arte 1996.296

## Posteridade
Por iniciativa de seu meio-irmão François, por causa das terríveis circunstâncias em que sua família foi deixada, uma venda especial de arte de suas obras foi organizada para arrecadar dinheiro, com artistas doando também suas próprias obras; eles incluíram Claude Monet, Henri Fantin-Latour e Johan Barthold Jongkind, entre muitos outros "que devem estar cientes da qualidade da arte de Léon ou conheceram seu irmão François Bonvin".
A venda especial ocorreu no Hôtel Drouot, em Paris, em 24 de maio de 1866.
O historiador de arte Gabriel P. Weisberg, no Realismo de Léon Bonvin revisitado, escreve Chigago Journals: 
 "O que se avançou aqui é que outros reconheceram o significado de ambos os artistas na época, embora François tenha gerado mais discussões desde que ele viveu mais, completou pinturas a óleo e foi um expositor regular no Salão de Paris. As aquarelas de Léon Bonvin capturam uma sensação de inefável com uma delicadeza que esconde as circunstâncias desamparadas de sua vida cotidiana. Ver apenas algumas de suas aquarelas é fascinante e assustador". 
 Entre os colecionadores interessados no trabalho de Bonvin, William T. Walters, pai de Henry Walters, fundador do Walters Art Museum, que adquiriu algumas das obras frágeis de Bonvin. Sua coleção acabou por compreender 56 aquarelas e um óleo raro. Hoje, é a maior coleção de obras de Bonvin que existe.
Nos recentes leilões de Christie (2007, 2016), uma paisagem e um auto-retrato de Bonvin atingiram um preço de venda visivelmente acima das estimativas.

## Coleções
- Museu de arte de Walters[9]
- Museu Metropolitano de Arte[10]
- Museu J. Paul Getty[11]
- Biblioteca e museu de Morgan[12]
- Museu de Belas Artes, Houston[13]
- Louvre[14]
- Museu do Luxemburgo